# Bomarea hirsuta

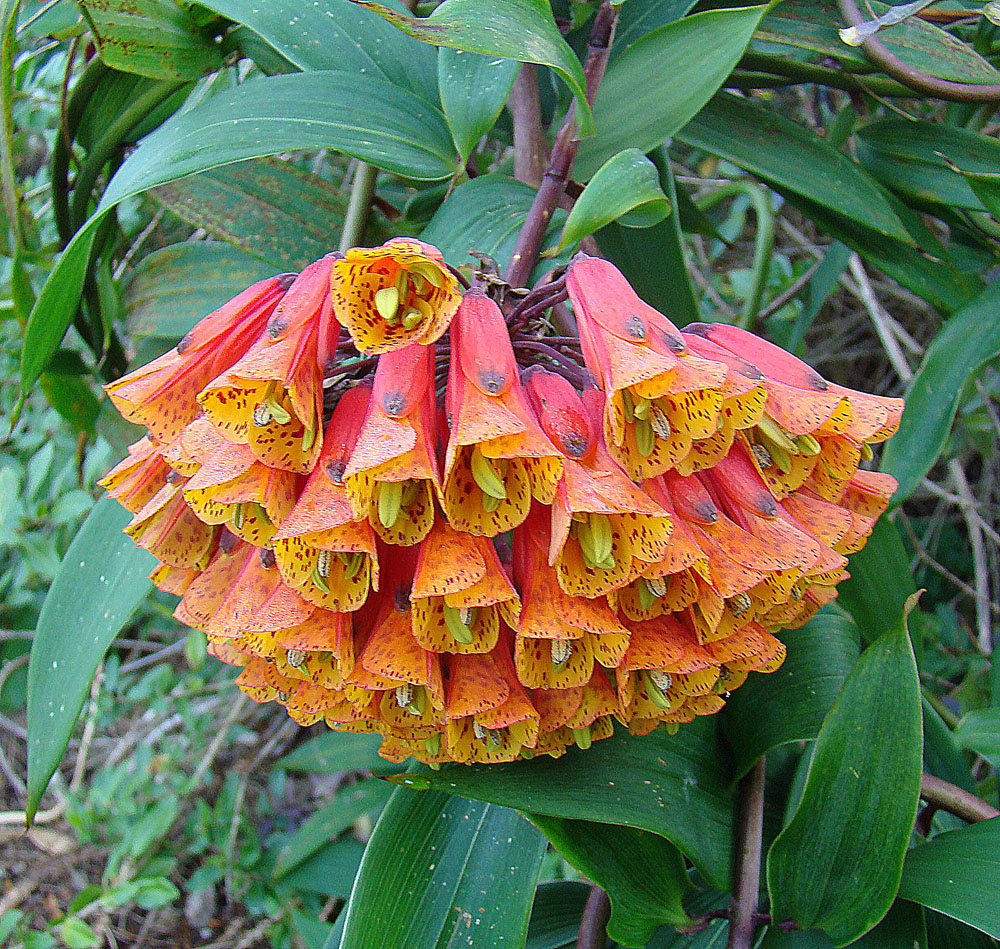
Flores

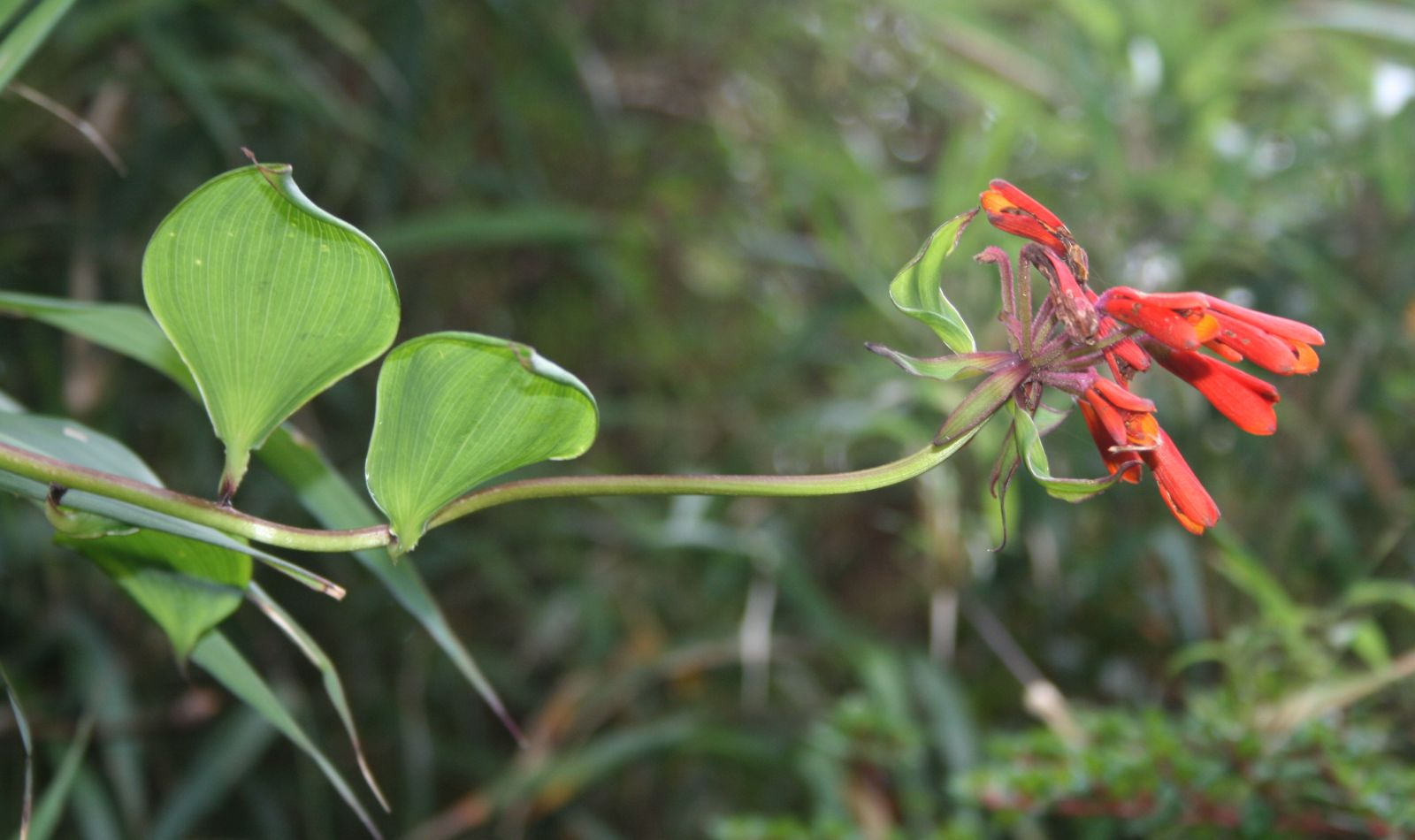
Detalle

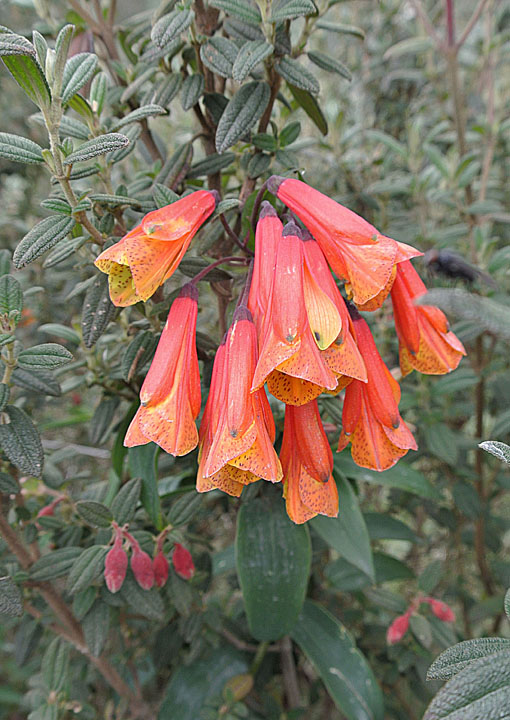
Vista de las flores

Bomarea hirsuta es una especie de planta fanerógama perteneciente a la familia de las Alstroemeriáceas.  

## Descripción
Son bejucos; con tallo de 1-2.9 mm de diámetro, glabro a puberulento justo abajo de la umbela. Las láminas foliares de 4.6-13 x 0.2-3.2 cm, 2.7-8 veces más largas que anchas, glabras en el haz, glabras en el envés o esparcido a densamente vilosas con tricomas multicelulares en la base y sobre las nervaduras o sobre la superficie; pecíolo 5-15 mm. Brácteas del involucro 3-10, 1.4-4.3 x 0.3-1.2(-1.9) cm, glabras a raramente puberulentas en las nervaduras en el haz; rayos de la umbela 4-22, 1.5-4.3 cm, esparcido a densamente pardo puberulentos, no ramificados, ebracteolados. Ovario esparcido a densamente pardo puberulento; sépalos 1.5-2.4 x 0.4-0.7 cm, rojos a anaranjados, a menudo con las puntas verdes; pétalos 1.8-2.8 x 0.8-1.3 cm, sobrepasando a los sépalos por 3-6 mm, rojos a anaranjados por fuera, a menudo con los márgenes amarillos, anaranjados a amarillos por dentro, ocasionalmente con máculas muy pequeñas rojas o pardas.

## Distribución y hábitat
Se encuentra en la selvas de baja montaña a bosques de Quercus, bosques de neblina, páramos y pantanos ácidos, a una altitud de 1800-3500 metros desde Costa Rica a Ecuador.

## Taxonomía
Bomarea hirsuta fue descrita por  (Kunth) Herb., y publicado en Amaryllidaceae 114. 1837.
Etimología
Bomarea: nombre genérico que está dedicado al farmacéutico francés Jacques-Christophe Valmont de Bomare (1731-1807), que visitó diversos países de Europa y es autor de “Dictionnaire raisonné universel d’histoire naturelle” en 12 volúmenes (desde 1768).
hirsuta: epíteto latíno que significa "peluda".
Sinonimia
- Alstroemeria hirsuta Kunth
- Bomarea alpicola Kraenzl.
- Bomarea caldasiana var. concolor Cufod.
- Bomarea caldasiana var. villosa Cufod.
- Bomarea hirsuta var. concolor (Cufod.) Killip
- Bomarea hirsuta var. hirsuta
- Bomarea kalbreyeri Baker
- Bomarea lanata Sodiro[4][5]